# Ямський район
Ямський район — адміністративно-територіальна одиниця Сталінської області УРСР в її північно-східній частині.
Адміністративний центр — смт Яма.

## Загальні відомості
Район існував протягом 1938—1959 років. Утворений 22 листопада 1938 року шляхом розукрупнення приміської зони міста Артемівська Сталінської області. Ліквідований Указом Президії Верховної ради УРСР від 10 вересня 1959 року. Територію було передано до складу Артемівського району.
Орган влади — районний виконавчий комітет.

## Адміністративний устрій
При створенні до складу Ямського району входило 12 сільських рад: Ямська, Дронівська, Різниківська, Ворошилівська, Званівська, Переїзнянська, Миколаївська, Никифорівська, Кіровська, Василівська № 2, Берестівська, Яковлівська.
В 1954 році, в зв'язку з укрупнення сільських рад шляхом об'єднання, кількість рад Ямського району зменшилася до 11. Були об'єднані с/р:
- Кіровська та Різниківська — в Різниківську с/р з центром в с. Різниківка.
- Івано-Дар'ївська та Ворошиловська Перша — в Ворошиловську Першу с/р з центром в с. Ворошилове Перше.
- Яколівська та Василівська — в Василівську с/р з центром в с. Василівка.
- Миколаївська та Переїзненська — в Переїзненську с/р з центром в с. Переїзне.[2]

## Георгафія
Район розташовувався в північно-східній частині Сталінської області. Поверхня — хвиляста височина, розчленована ярами, балками і долинами річок.
Річки: Сіверський Донець (на пн. межі р-ну), Бахмутка та її притоки: Кам'янка, Яма, Суха, Суха Плітка, Васюківка.
Ґрунти чорноземні.

## Корисні копалини
З корисних копалин найбільше значення для економіки району мали доломіт та гіпс. Розроблялися промислові запаси корисних копалин, таких як: доломіт, вапняк, глина, крейда, гіпс, пісок.
Родовища:
- Ямське родовище доломітів (ділянки Кам'янська, Дально-Серебрянська, Ближньо-Серебрянська).
- Ямське родовище крейди.
- Ямське родовище глини, аргілітів.
- Ямське родовище кварцового піску, піску будівельного.
- Нирківське родовище гіпсу.
- Никифорівське родовище тугоплавких та керамічних глин.
- Зовненське родовище піску будівельного.